# Øgenavn
Øgenavn er et navn, som ikke er officielt iflg. kirkebogen – men som gives af venner og fjender til en person eller en virksomhed.
Øgenavnet fremhæver (iflg. Den danske Ordbog) ofte mindre værdsatte fysiske eller psykiske særtræk ved den/de pågældende.
Ordet stammer fra oldnordisk aukanafn = "øgenavn". Herfra er ordet lånt i middelengelsk som ekename (eke = "udvide"), og det blev senere til nickname ved en misforstået orddeling (an ekename → a nickname).
Et øgenavn får fuld effekt, når det bliver hængende – og kan være svært at komme af med lige som en tatovering.
Mere ondskabsfulde øgenavne anvendes sommetider som et led i mobning.
Eksempler på øgenavne for personer: Sophus "Krølben" Nielsen – en lille fodboldspiller med stort format i starten af 1900-tallet.
Eksempler på øgenavne for virksomheder: "Dalle Valle" (for Daells Varehus).